# Agrostis barceloi
L'agrostis d'en Barceló o Agrostis barceloi és una planta de la família Poaceae endèmica del Puig Major de la Serra de Tramuntana a l'illa de Mallorca.
És una herba perenne, tetraploide (2n = 28), que floreix des de finals de maig fins a finals de juliol, essent la seva pol·linització anemòfila. Està relacionada amb plantes d'alta muntanya del sud i centre d'Europa (Agrostis alpina i Agrostis schleicheri), de les quals se separa tant per les seves característiques anatòmiques i morfològiques, com pel seu nombre cromosòmic. Té una àrea d'ocupació molt exigua (unes poques desenes de metres quadrats) repartida en tres poblacions principals situades en un mateix vessant del Puig Major. Creix en fissures de roques verticals i ombrívoles o bé en els pradells situats a la base de penyals. En aquest cas poden formar poblaments densos, però de poca extensió, i desenvolupen més rarament inflorescències que els exemplars rupícoles, fet que podria indicar l'existència d'un creixement de tipus vegetatiu.
La seva principal amenaça és la predació per part de cabres assilvestrades, però també l'abocament de residus des de les instal·lacions militars del cim del Puig Major. La planta sembla trobar-se al límit de les condicions en les que pot desenvolupar-se, ja que està refugiada en llocs molt humits i amb boires freqüents. Els anys de sequera intensa moren exemplars o no desenvolupen inflorescències.